# Hoa hậu Trái Đất 2002
Hoa hậu Trái Đất 2002 là cuộc thi Hoa hậu Trái Đất lần thứ 2, diễn ra vào ngày 29 tháng 10 năm 2002 tại Trung tâm Văn hóa Philippines, Pasay,  Philippines. Có 53 thí sinh đến từ các quốc gia và vùng lãnh thổ tham gia cuộc thi, vượt số lượng thí sinh của cuộc thi Hoa hậu Quốc tế 2002 (47 thí sinh). Điều này đã khiến cuộc thi trở thành cuộc thi quốc tế lớn thứ ba thế giới về số lượng thí sinh. Trong đêm chung kết, Hoa hậu Trái Đất 2001 Catharina Svensson đến từ Đan Mạch đã trao vương miện cho cô Džejla Glavović đến từ Bosna và Hercegovina.
Tuy nhiên, ngày 28 tháng 5 năm 2003, cô đã bị tước vương miện do không hoàn thành nghĩa vụ của một hoa hậu. Do đó, ngôi vị Hoa hậu chuyển lại cho Hoa hậu Không khí (tương đương Á hậu 1), cô Winfred Adah Omwakwe, đại diện của Kenya. Cô được trao vương miện bởi Chủ tịch Tập đoàn Carousel Productions, ông Ramon Monzon vào ngày 7 tháng 8 năm 2003. Đây là lần đầu tiên trong lịch sử cuộc thi khi Á hậu 1 đoạt danh hiệu Hoa hậu khi người chiến thắng ban đầu không hoàn thành nhiệm vụ. Winfred Adah Omwakwe cũng là người châu Phi và da đen đầu tiên đăng quang cuộc thi.

## Kết quả

Trung tâm Văn hóa Philippines, địa điểm chính thức diễn ra cuộc thi Hoa hậu Trái Đất 2002.

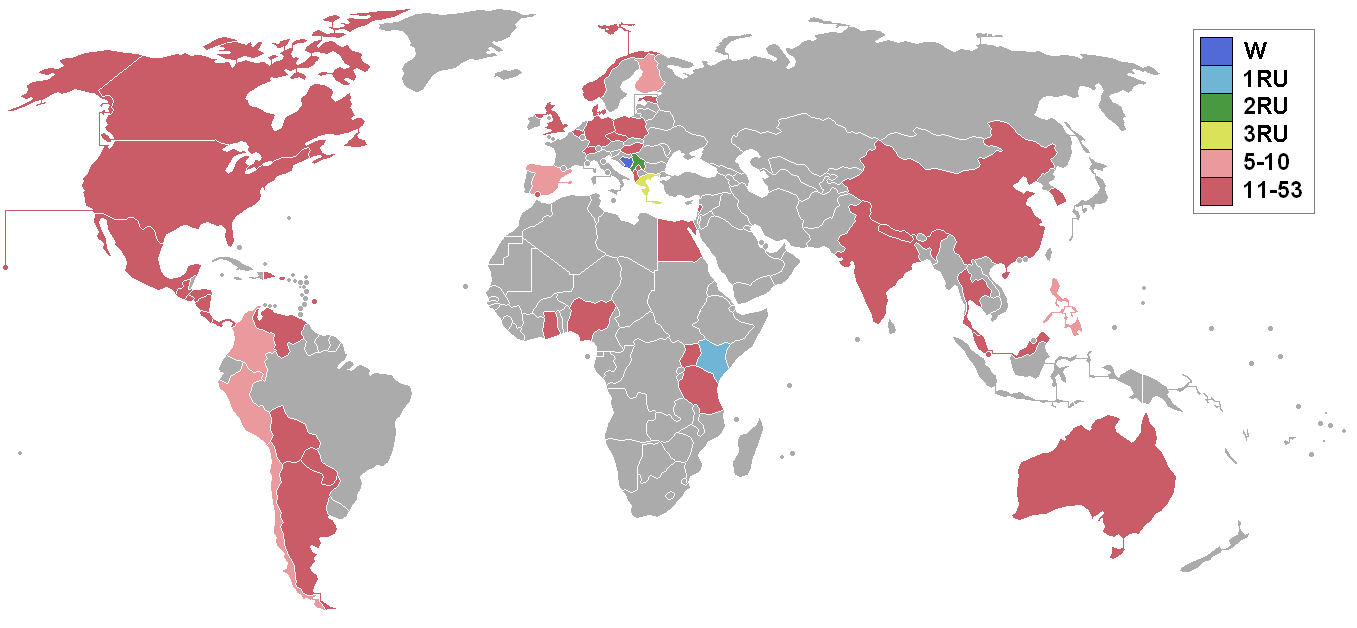
Các quốc gia và lãnh thổ tham gia Hoa hậu Trái Đất 2002 và kết quả.

### Các danh hiệu cao nhất
| Kết quả                | Thí sinh |
| ---------------------- | --- |
| Hoa hậu Trái Đất 2002  | - Bosna và Hercegovina – Džejla Glavović (Bị tước vương miện) |
| Hoa hậu Trái Đất 2002  | - Kenya – Winfred Adah Omwakwe (Thay thế) |
| Hoa hậu Nước (Á hậu 2) | - Nam Tư – Sladjana Bozovic (Thay thế Hoa hậu Không khí) |
| Hoa hậu Lửa (Á hậu 3)  | - Hy Lạp – Juliana Patricia Drossou (Thay thế Hoa hậu Nước) |
| Top 10                 | - Phần Lan – Elina Hurve (Thay thế Hoa hậu Lửa) - Chile – Nazhla Sofía Abad - Colombia – Diana Patricia Botero - Peru – Claudia Ortiz de Zevallos - Philippines – April Ross Perez - Tây Ban Nha – Cristina Carpintero |

### Các giải thưởng phụ
| Giải thưởng                 | Thí sinh                               |
| --------------------------- | -------------------------------------- |
| Nụ cười đẹp nhất            | Nam Tư – Sladjana Bozovic              |
| Hoa hậu Thân thiện          | Gibraltar – Charlene Gaiviso           |
| Hoa hậu Ảnh                 | Philippines – April Ross Perez         |
| Miss Sunsilk                | Colombia – Diana Patricia Botero       |
| Hoa hậu Tài năng            | Bosna và Hercegovina – Džejla Glavović |
| Trang phục dân tộc đẹp nhất | Hàn Quốc – Lee Jin-ah                  |
| Miss Avon Color             | Chile – Nazhla Sofía Abad              |
| Trang phục dạ hội đẹp nhất  | Peru – Claudia Ortiz de Zevallos       |
| Trình diễn áo tắm đẹp nhất  | Colombia – Diana Patricia Botero       |
| Miss Pond's                 | Hy Lạp – Juliana Patricia Drossou      |
| Mái tóc đẹp nhất            | Bosna và Hercegovina – Džejla Glavović |

### Chung kết
| Quốc gia/Lãnh thổ    | Phỏng vấn  | Áo tắm     | Dạ hội     |
| -------------------- | ---------- | ---------- | ---------- |
| Bosna và Hercegovina | 91.90 (4)  | 93.70 (1)  | 94.10 (1)  |
| Kenya                | 94.60 (1)  | 87.90 (8)  | 90.70 (4)  |
| Nam Tư               | 92.80 (3)  | 91.80 (2)  | 89.40 (8)  |
| Hy Lạp               | 93.70 (2)  | 89.50 (5)  | 90.00 (7)  |
| Colombia             | 90.00 (5)  | 89.80 (4)  | 90.70 (4)  |
| Peru                 | 87.80 (7)  | 89.00 (6)  | 90.80 (3)  |
| Phần Lan             | 83.90 (10) | 91.40 (3)  | 90.40 (5)  |
| Philippines          | 85.40 (8)  | 88.40 (7)  | 91.50 (2)  |
| Tây Ban Nha          | 88.60 (6)  | 86.30 (9)  | 86.40 (10) |
| Chile                | 84.30 (9)  | 86.20 (10) | 86.70 (9)  |

     Hoa hậu
     Á hậu 1
     Á hậu 2
     Á hậu 3
     Top 10
(#) Xếp hạng ở mỗi phần thi

### Thứ tự công bố
| 1. Chile 2. Phần Lan 3. Nam Tư 4. Tây Ban Nha 5. Hy Lạp 6. Peru 7. Kenya 8. Colombia 9. Philippines 10. Bosna và Hercegovina | 1. Hy Lạp 2. Bosna và Hercegovina 3. Nam Tư 4. Kenya |

### Trình diễn áo tắm đẹp nhất
| Kết quả     | Thí sinh                                                                                 |
| ----------- | ---------------------------------------------------------------------------------------- |
| Chiến thắng | - Bosna và Hercegovina – Džejla Glavović                                                 |
| Top 4       | - Nam Tư – Sladjana Bozovic - Hy Lạp – Juliana Patricia Drossou - Phần Lan – Elina Hurve |

### Trang phục dạ hội đẹp nhất
| Kết quả     | Thí sinh                                                                                           |
| ----------- | -------------------------------------------------------------------------------------------------- |
| Chiến thắng | - Bosna và Hercegovina – Džejla Glavović                                                           |
| Top 4       | - Peru – Claudia Ortiz de Zevallos - Philippines – April Ross Perez - Kenya – Winfred Adah Omwakwe |

## Phần ứng xử hay nhất
Câu hỏi trong phần thi ứng xử của Hoa hậu Trái Đất 2002: "Việc có ý nghĩa quan trọng hơn đối với cuộc sống của bạn ngay bây giờ, là bình minh hay hoàng hôn?"
Câu trả lời của Hoa hậu Trái Đất 2002: "Tất nhiên là bình minh. Bởi vì, trước tiên, nó lãng mạn và khi bạn nhìn bình minh, bạn có thể cảm nhận được một điều gì đó thật đẹp, một ngày mới và một cuộc sống mới. Và khi nhìn vào bình minh, tôi có thể cảm thấy năng lượng tích cực để làm điều gì đó tốt cho Trái Đất. Và điều tôi muốn nói ở đây, việc mặt trời mọc hay lặn không quan trọng, mà việc mọi người hãy quan tâm đến mẹ Trái Đất. Bởi vì chúng ta chỉ có một ngôi nhà đó là Trái Đất. Vì vậy, ngừng bàn luận. Hãy bắt đầu hành động." - Džejla Glavović, đại diện của Bosna và Hercegovina.
Câu trả lời của Hoa hậu Không khí (Á hậu 1): "Đối với tôi, bình minh và hoàng hôn là rất quan trọng nhưng tôi phải nói, bình minh quan trọng hơn. Tôi mong đợi một ngày tươi sáng hơn. Một ngày, khi tất cả chúng ta sẽ cùng nhau chống lại mọi vấn đề về môi trường và sống một cuộc sống tốt đẹp hơn. Vì vậy, tôi tin rằng tất cả chúng ta đều muốn con cái của mình sẽ có một ngày tốt đẹp hơn. Một ngày mà họ có thể hít thở không khí trong lành, uống nước sạch và sống một cuộc sống hạnh phúc" - Winfred Adah Omwakwe, đại diện của Kenya.

## Dẫn chương trình
- Marc Nelson
- Pia Guanio
- Bianca Araneta

## Thí sinh tham dự
Cuộc thi năm nay có tất cả 53 thí sinh:
- Albania - Anjeza Maja
- Argentina - Mercedes Apuzzo
- Úc - Ineke Candice Leffers
- Barbados - Ramona Ramjit
- Bỉ - Stéphanie Moreel
- Bolivia - Susana Valeria Vaca Díez
- Bosna và Hercegovina - Džejla Glavović
- Canada - Melanie Grace Bennett
- Chile - Nazhla Sofía Abad González
- Trung Quốc - Zhang Mei
- Colombia - Diana Patricia Botero Ibarra
- Costa Rica - María del Mar Ruiz Carballo
- Cộng hòa Séc - Apolena Tůmová
- Đan Mạch - Julie Kristen Villumsen
- Cộng hòa Dominican - Yilda Santana Subervi
- Ai Cập - Ines Gohar
- El Salvador - Elisa Sandoval Rodríguez
- Estonia - Merilin Malmet
- Phần Lan - Elina Hurve
- Đức - Miriam Thiele
- Ghana - Beverly Asamoah Jecty
- Gibraltar - Charlene Gaiviso
- Vương quốc Liên hiệp Anh và Bắc Ireland - Louise Glover
- Hy Lạp - Juliana Patricia Drossou
- Guatemala - Florecita de Jesús Cobián Azurdia
- Honduras - Leslie Paredes Barahona
- Hungary - Szilvia Toth
- Ấn Độ - Reshmi Ghosh
- Kenya - Winfred Adah Omwakwe
- Hàn Quốc - Lee Jin-ah
- Kosovo - Mirjeta Zeka
- Liban - Raghida Antoun Farah
- Malaysia - Pamela Ramachandran
- Mexico - Libna Viruega Roldán
- Nepal - Nira Gautam
- Nicaragua - Yahoska Maria Cerda Urbina
- Nigeria - Vanessa Ibiene Ekeke
- Na Uy - Linn Naimak Olaisen
- Panama - Carolina Lilibeth Miranda Samudio
- Paraguay - Adriana Raquel Baum Ramos
- Peru - Claudia Ortiz de Zevallos Cano
- Philippines - April Rose Lim Perez
- Ba Lan - Agnieszka Portka
- Puerto Rico - Deidre Rodríguez
- Singapore - Gayathri Unnijkrishan
- Tây Ban Nha - Cristina Carpintero
- Thụy Sĩ - Jade Chang
- Tanzania - Tausi Abdalla
- Thái Lan - Lalita Apaiwong
- Uganda - Martha Semegura Nambajjwe
- Hoa Kỳ - Casey Marie Burns
- Venezuela - Dagmar Catalina Votterl Peláez
- Nam Tư - Slađana Božović

## Chú ý

### Tham gia lần đầu
- Albania
- Barbados
- Bỉ
- Bosna và Hercegovina
- Chile
- Trung Quốc
- Cộng hòa Séc
- Ai Cập
- Đức
- Ghana
- Vương quốc Liên hiệp Anh và Bắc Ireland
- Hy Lạp
- Honduras
- Hàn Quốc
- Kosovo
- Mexico
- Nepal
- Nigeria
- Na Uy
- Paraguay
- Ba Lan
- Thụy Sĩ
- Uganda
- Nam Tư

### Bỏ cuộc
Trong thời gian diễn ra cuộc thi
- Aruba – Jurraney Toppenberg quyết định bỏ cuộc trong tuần thứ hai của cuộc thi.
- Brazil – Adriana Reis rút khỏi cuộc thi do phát hiện bị nhiễm trùng thận.

Trước cuộc thi
- Croatia
- Ý
- Kazakhstan
- Latvia
- Hà Lan
- New Zealand
- Nam Phi
- Đài Loan
- Thổ Nhĩ Kỳ
- Zanzibar

### Tham gia các cuộc thi khác
Các thí sinh tham dự cuộc thi sắc đẹp quốc tế khác:
| Hoa hậu Hoàn vũ - 2002: El Salvador - Elisa Sandoval Rodríguez - 2002: Nam Tư - Slađana Božović - 2003: Peru - Claudia Ortiz de Zevallos (Top 15) - 2003: Guatemala - Florecita de Jesús Cobián Azurdia Hoa hậu Thế giới - 2002: Albania - Anjeza Maja Hoa hậu Hoàn cầu - 2000: Ba Lan - Agnieszka Portka Hoa hậu Du lịch Quốc tế - 2002: Puerto Rico - Deidre Rodríguez | Hoa hậu Châu Mỹ Latin - 2001: Guatemala - Florecita de Jesús Cobián Azurdia (Á hậu 1) - 2002: Chile - Nazhla Sofía Abad González (Bán kết) Miss Caraïbes Hibiscus - 2001: Guatemala - Florecita de Jesús Cobián Azurdia Reinado Internacional del Café - 2005: Guatemala - Florecita de Jesús Cobián Azurdia (Hoa hậu Thân thiện) Hoa hậu Châu Á - Thái Bình Dương - 2005: Peru - Claudia Ortiz de Zevallos (Á hậu 3) |

## Chuyện bên lề
- Philippines là quốc gia châu Á duy nhất lọt vào Top 10.
- Bắt đầu từ năm nay, ngôi vị Hoa hậu Gió (Á hậu 1) được đổi tên thành Hoa hậu Không khí.
- Trong cùng năm nay, Hoa hậu Hoàn vũ 2002 Oksana Fyodorova đến từ Nga cũng bị tước vương miện vì lý do tương tự. Á hậu 1 Justine Pasek đại diện cho Panama đã thay cô thực hiện nghĩa vụ của một Hoa hậu.